# Flat (Puy-de-Dôme)
Flat korábbi község (település) Franciaországban, Puy-de-Dôme megyében. 2016. január 1-jén Aulhat-Saint-Privat községgel egyesült és Aulhat-Flat új község része lett.
Lakosainak száma 438 fő (2018. január 1.). Flat Aulhat-Saint-Privat községgel határos.

## Népesség
A település népességének változása:
| Lakosok száma | 268  | 251  | 249  | 352  | 385  | 479  | 497  | 939  | 437  | 438  |
|               | 1962 | 1968 | 1975 | 1990 | 1999 | 2008 | 2013 | 2016 | 2017 | 2018 |